# Spruance-klasse
De Spruance-klasse was een serie van 31 jagers van de Amerikaanse marine. De schepen werden in de jaren zeventig en tachtig gebouwd ter vervanging van een groot aantal Allen M. Sumner- en Gearing-klasse jagers, die nog uit de Tweede Wereldoorlog dateerden.

## Klasse
Deze jagers waren primair ontworpen voor langeafstandsonderzeebootbestrijding. Tot de onderzeebootbewapening behoorden o.a. een ASROC lanceerinstallatie, torpedolanceerbuizen en twee helikopters. Na moderniseringen, eind jaren tachtig en begin jaren negentig, waren de schepen ook geschikt voor het aanvallen van landdoelen met behulp van Tomahawk kruisraketten.
De schepen ondervonden aanvankelijk kritiek, onder andere vanuit het Amerikaanse Congres. In verhouding tot hun grootte vonden de critici de schepen onderbewapend, met name de luchtverdediging (Seasparrow luchtdoelraketten, terwijl de oudere en kleinere Charles F. Adams-klasse Standard missiles voerden) werd ondermaats geacht.
Het voordeel van de grote scheepsromp was echter een grote actieradius en een stabiel platform, wat de Spruanceklasse zeer succesvol maakte als onderzeebootbestrijders.
De Amerikaanse marine classificeerde de schepen met DD (destroyer), hoewel de DDG typologie (guided missile destroyer), of zelfs CG (guided missile cruiser) beter op zijn plaats zou zijn, gezien het grote aantal geleide wapens.
De "Spru-cans" waren de eerste grote schepen van de US Navy met gasturbine aandrijving. Ze hadden vier General Electric LM2500 gasturbines aan boord, die ongeveer 80.000 pk (60 MW) genereerden. Deze configuratie was zo succesvol dat de romp en machine-opstelling werden gebruikt voor de latere Kidd-klasse en een iets langere romp werd gebruikt voor de Ticonderogaklasse.
De voltallige klasse van 30 schepen werd op 23 juni 1970 aanbesteed bij de Litton-Ingalls scheepswerf in Pascagoula, Mississippi, onder het Total Package Procurement concept van de Whiz Kids van het Pentagon van Robert McNamara. Het idee was dat massaproductie goedkoper zou zijn, maar arbeidskosten en technische problemen zorgden voor budgetoverschrijdingen en vertraagden de bouw. Een extra schip, USS Hayler, werd besteld op 29 september 1979. Hayler was eerst gepland als een DDH-ontwerp (destroyer, helikopter) met meer helikopters dan de standaardschepen van de Spruance-klasse. Uiteindelijk werd het DDH-concept afgeblazen en werd het schip afgebouwd als een verbeterde versie van de Spruance-klasse. Vier extra schepen werden gebouwd voor de Iraanse Marine, maar deze werden afgebouwd als Kiddklasse voor de US Navy.

## Upgrades
Het ontwerp van de Spruanceklasse was modulair van opzet, waardoor subsystemen makkelijk vervangen en aangepast konden worden. Hoewel ze oorspronkelijk ontworpen waren voor ASW taken, werden 24 schepen van de klasse gemoderniseerd met een 61-cels Vertical Launch Missile System (VLS) met de mogelijkheid tot het lanceren van Tomahawks. De overige zeven schepen werden vervroegd uitdienstgesteld. Ten minste 10 VLS-schepen hadden een 21-cels RIM-116 Rolling Airframe Missile lanceerinstallatie aan stuurboordzijde. De David R. Ray testte het RAM systeem in de jaren 80, maar het werd weer verwijderd na de tests. De Arthur W. Radford testte het Advanced Enclosed Mast/Sensor systeem wat hielp bij het mastontwerp van de San Antonioklasse amfibischetransportschepen. De Merill diende als testplatform van de Navy voor de Tomahawk kruisraketprogramma, waarbij het gepantserde installaties kreeg om Tomahawks te lanceren.
De jagers van de Spruanceklasse vuurden 112 Tomahawks af op landdoelen tijdens Operatie Desert Storm.

## Lot
De laatste jager van de Spruanceklasse in actieve dienst, USS Cushing, werd uitdienstgesteld op 21 september 2005. Ze werd toen aangeboden aan de Pakistaanse Marine.
Het merendeel van de klasse eindigde haar loopbaan als doelen, waarbij de schepen opzettelijk tot zinken werden gebracht tijdens oefeningen.

## Schepen
| Scheepsnaam       | Romp no. | In dienst– Uit dienst | Lot                                                                  | Link |
| ----------------- | -------- | --------------------- | -------------------------------------------------------------------- | ---- |
| Spruance          | DD-963   | 1975-2005             | Tot zinken gebracht in oefening                                      |      |
| Paul F. Foster    | DD-964   | 1976-2003             | Actief, in dienst als EDD-964                                        |      |
| Kinkaid           | DD-965   | 1976-2003             | Tot zinken gebracht tijdens oefening                                 |      |
| Hewitt            | DD-966   | 1976-2001             | Gesloopt                                                             |      |
| Elliot            | DD-967   | 1977-2003             | Tot zinken gebracht tijdens oefening                                 |      |
| Arthur W. Radford | DD-968   | 1977-2003             | Van de sterkte afgevoerd, wordt tot zinken gebracht tijdens oefening |      |
| Peterson          | DD-969   | 1977-2002             | Tot zinken gebracht tijdens oefening                                 |      |
| Caron             | DD-970   | 1977-2001             | Tot zinken gebracht tijdens oefening                                 |      |
| David R. Ray      | DD-971   | 1977-2002             | Van de sterkte afgevoerd, in reserve                                 |      |
| Oldendorf         | DD-972   | 1978-2003             | Tot zinken gebracht tijdens oefening                                 |      |
| John Young        | DD-973   | 1978-2002             | Tot zinken gebracht tijdens oefening                                 |      |
| Comte de Grasse   | DD-974   | 1978-1998             | Tot zinken gebracht tijdens oefening                                 |      |
| O'Brien           | DD-975   | 1977-2004             | Tot zinken gebracht tijdens oefening                                 |      |
| Merrill           | DD-976   | 1978-1998             | Tot zinken gebracht tijdens oefening                                 |      |
| Briscoe           | DD-977   | 1978-2003             | Tot zinken gebracht tijdens oefening                                 |      |
| Stump             | DD-978   | 1978-2004             | Tot zinken gebracht tijdens oefening                                 |      |
| Conolly           | DD-979   | 1978-1998             | Van de sterkte afgevoerd, beschikbaar als museum                     |      |
| Moosbrugger       | DD-980   | 1978-2000             | Gesloopt                                                             |      |
| John Hancock      | DD-981   | 1978-2000             | Gesloopt                                                             |      |
| Nicholson         | DD-982   | 1979-2002             | Tot zinken gebracht tijdens oefening                                 |      |
| John Rodgers      | DD-983   | 1979-1998             | Gesloopt                                                             |      |
| Leftwich          | DD-984   | 1979-1998             | Tot zinken gebracht tijdens oefening                                 |      |
| Cushing           | DD-985   | 1979-2005             | Van de sterkte afgevoerd, beschikbaar voor buitenlandse verkoop      |      |
| Harry W. Hill     | DD-986   | 1979-1998             | Tot zinken gebracht tijdens oefening                                 |      |
| O'Bannon          | DD-987   | 1979-2005             | Van de sterkte afgevoerd, beschikbaar voor buitenlandse verkoop      |      |
| Thorn             | DD-988   | 1980-2004             | Tot zinken gebracht tijdens oefening                                 |      |
| Deyo              | DD-989   | 1980-2003             | Tot zinken gebracht tijdens oefening                                 |      |
| Ingersoll         | DD-990   | 1980-1998             | Tot zinken gebracht tijdens oefening                                 |      |
| Fife              | DD-991   | 1980-2003             | Tot zinken gebracht tijdens oefening                                 |      |
| Fletcher          | DD-992   | 1980-2004             | Van de sterkte afgevoerd, beschikbaar voor buitenlandse verkoop      |      |
| Hayler            | DD-997   | 1983-2003             | Tot zinken gebracht tijdens oefening                                 |      |